# کراش باندیکوت: خشم کورتکس
کراش باندیکوت: خشم کورتکس (به انگلیسی: Crash Bandicoot: The Wrath of Cortex) یک بازی ویدئویی در سبک سکوبازی است که توسط تراولرز تیلز ساخته شده و بوسیلهٔ یونیورسال اینتراکتیو برای کنسول‌های پلی‌استیشن ۲ و ایکس‌باکس منتشر شد و سپس نسخه‌ای سازگارشده از آن در سال ۲۰۰۲، توسط شرکت بریتانیایی یوروکام برای نینتندو گیم‌کیوب عرضه شد. این بازی چهارمین قسمت اصلی، و در مجموع ششمین نسخه از مجموعه بازی‌های کراش باندیکوت به شمار می‌رود. خشم کورتکس همچنین نخستین قسمت اصلی در این مجموعه بازی محسوب می‌شد که توسط ناتی داگ توسعه نیافته بود و اولین بازی بود که به طور انحصاری برای خانواده کنسول پلی‌استیشن عرضه نشد و ششمین نسخه ای است که توسط یونیورسال اینتراکتیو عرضه شد و نخستین نسخه ای است که توسعه دهنده آن تراولرز تیلز بود.